# 王貞善
王貞善（15世紀—16世紀），字如性，江西吉安府泰和縣人，明朝政治人物。

## 生平
王貞善個性嚴謹，年輕時聽聞王守仁的思想有同感而跟隨學習，之後又追隨湛若水學習天理之說，嘉靖七年（1528年）中舉人，授海陽知縣，因為堅持清正忤逆上級，就任未滿一年辭官回鄉，杜門著書，寫下《靜談》、《讀史法戒》及《內外篇》等作，皆依從皆王湛二人之學。
其幼子王一俞任職吳門知縣，和父親一樣因守正而忤逆上司，按例調職卻辭官回鄉，與弟弟王一視一同講學於鄒守益、羅洪先門下。

## 引用
1. 1 2  同治《泰和縣志·卷十七·列傳》：王貞善，字如性，性格嚴正，少聞王守仁良知之旨，有會於心遂師事之，既而習湛若水，隨事體認天理之說學益進，由嘉靖戊子舉人授海陽縣，以守正忤上官不滿歲而歸，杜門著書，如《靜談》、《讀史法戒》及《內外篇》皆本王湛之學。季子一俞，字信卿，為吳門令，亦以守正為世憚，例當調拂衣歸，與弟一視同講學於鄒守益、羅洪先之門，其家學仕行父子相同。 康熙志